# سی‌اوسی ندرلند

لوگوی سی‌اوسی

سی‌اوسی ندرلند (هلندی:COC Nederland) یک سازمان هلندی برای حمایت از دگرباشان جنسی مردان و زنان است. سی‌اوسی مخفف en Cultuur Ontspanningscentrum (مرکز فرهنگ و اوقات فراغت) است که یک «پوشش» بر هدف واقعی تاسیسش در سال 1946 بود. این سازمان قدیمی‌ترین سازمان فعال حقوق همجنسگرایان در جهان است.

## نکات دیگر
- هومومانیومنت به طور نمادین اشاره به نقش COC در جنبش دگرباشان جنسی در هلند دارد. یکی از رئوس مثلث هومومانیومنت به دفتر COC آمستردام اشاره می‌کند.